# Amietophrynus urunguensis
Amietophrynus urunguensis är en groddjursart som först beskrevs av Arthur Loveridge 1932.  Amietophrynus urunguensis ingår i släktet Amietophrynus och familjen paddor. IUCN kategoriserar arten globalt som otillräckligt studerad. Inga underarter finns listade i Catalogue of Life.